# Crassula basaltica
Crassula basaltica (Brullo & Siracusa, 1994) è una pianta succulenta appartenente alla famiglia delle Crassulaceae, l'unica del genere Crassula ad essere una specie endemica in Italia, infatti la si può trovare solo in una ristretta area della Sicilia.
L'epiteto specifico basaltica si rifà al suolo vulcanico sul quale cresce.

## Descrizione
C. basaltica è una pianta annuale di piccole dimensioni a portamento erbaceo, formata da numerosi steli eretti che raggiungono i 4 centimetri d'altezza circa. Generalmente questi sono singoli ma a volte ramificano dalla base, formando piccoli ciuffi di 2-4 steli. La pianta è ancorata al terreno grazie a fini radici fascicolate.
Le foglie sessili, lunghe fino a 5 millimetri per 2 mm in larghezza, hanno un colore verde-glauco ed una forma da subspatulata a lanceolata. Presentano alcune papille sulla superficie e delle estremità acute.
I fiori sono pentameri, di un colore rosso-violaceo, sessili e disposti in piccoli gruppi di 2-3 sulle estremità dello stelo della pianta. Il calice, dalla forma orciolata (ovvero ristretta all'estremità e più larga alla base), è formato da 5 sepali lunghi circa 2 mm e larghi 0,8 mm, dalle estremità appuntite, di colore verde e con le punte cigliate. La corolla è invece composta da 5 petali lunghi circa 1,2 mm, dalla forma lanceolata ed anch'essi appuntiti. La pianta fiorisce in genere ad aprile.
I frutti sono dei carpelli contenenti in genere due semi dalla forma ellittica, glabri, di colore marrone e lunghi circa 0,25 mm. Come le altre specie appartenenti al genere Crassula, si riproduce difatti per seme o per talea.
Si tratta di una specie molto simile a C. tillaea ma l'isolamento di questa popolazione ed alcune differenze morfologiche fanno sì che venga classificata come una specie a parte. Come quest'ultima è una pianta terofita infatti, una volta prodotta l'infiorescenza, lo stelo morirà, concludendo il suo ciclo vitale.

## Distribuzione e habitat
C. basaltica è stata identificata per la prima volta nel 1994 sui pendii occidentali dell'Etna, anche se ad oggi sono state scoperte altre popolazioni sui Monti Iblei. Assieme a Crassula tillaea e Crassula campestris è una delle tre specie appartenenti al suo genere autoctone dell'isola siciliana.
Cresce generalmente in aree caratterizzate da suoli basaltici, tra le crepe e le fessure di antiche colate laviche oppure su piccoli depositi di terriccio, raccolti dal vento. Frequentemente la si trova assieme ad altre terofite a ciclo breve, quali Crassula muscosa (introdotta), Arenaria leptoclados, Misopates orontium o Stipa capensis.